# Baia di Liscannor
La baia di Liscannor (Liscannor Bay in inglese) è un'insenatura del Clare, nell'Irlanda occidentale, la prima venendo da nord dopo la baia di Galway, dato che per un vasto tratto la costa del Burren è molto impervia ma lineare. 

## Descrizione
La baia è orientata verso ovest-sud-ovest e parte proprio al termine delle scogliere di Moher, da cui è visibilissima, più precisamente da capo Hags che costituisce il punto finale e più meridionale delle rinomate falesie. 
Sebbene prenda il nome dall'omonimo centro di Liscannor, l'abitato principale è Lahinch, località rinomata per i campi da golf. I fiumi Dealagh e Cullenagh sfociano a poca distanza da Lahinch, entrambi nella baia.
Le estremità dell'insenatura sono tutte scoglierose, anche nella parte dove è situato il centro di Rinneen, l'unico ulteriore insieme a quelli già citati, ma in generale tutta la costa della baia, anche dove è al livello del mare, è piuttosto pietrosa e non favorevole all'attracco di barche e navi.